# Georges Kallas
George Kallas (* 1953) ist ein libanesischer Hochschullehrer und Politiker. Seit September 2021 ist er Minister für Jugend und Sport in der Regierung Nadschib Miqati.

## Leben und Wirken
Kallas erwarb den Masterabschluss in Linguistik an der Fakultät für Literatur und Humanwissenschaften der Libanesischen Universität. Er hat auch einen Bachelor-Abschluss in Rechts- und Verwaltungswissenschaften der Fakultät für Rechts- und Staatswissenschaften. Anschließend wurde er in arabischer Sprache und Literatur an der Université Saint-Joseph (USJ) promoviert und war dann als Berater mehrerer kultureller, religiöser und akademischer Institutionen tätig, darunter das Melkitisch-Griechisch-Katholische Patriarchat. Vor seiner Berufung zum Minister im Kabinett Miqati war Kallas Medien- und Bildungsfachmann, von 2009 bis 2014 Dekan der Libanesischen Universität und Chefredakteur der Kulturzeitschrift des Instituts. Außerdem war er als Generaladministrator für Forschung und Studien des libanesischen Parlaments tätig.
Kallas hat außerdem 17 Bücher veröffentlicht, die von Medien über Linguistik bis hin zum Feminismus reichen. Er war auch Kulturredakteur bei der Zeitung Annahar. Kallas gehört der katholischen Bevölkerungsgruppe an.